# Ligue Nationale de Handball
A Ligue Nationale de Handball (Lidl Starleague LNH por razões de patrocínio) é o principal escalão do campeonato francês de andebol masculino e a maior competição de andebol de França. Fundado em 1952, conta atualmente com 14 equipas profissionais. 
O Montpellier é o clube mais bem sucedido na competição, contanto com 14 títulos, ganhando notariedade no séc. XXI com 5 títulos consecutivos entre 2002 e 2006 e 2008 e 2012.
O campeão e vice-campeão qualificam-se diretamente à fase de grupos da Liga dos Campeões da EHF. Os vencedores da Coupe de France e da Coupe de la Ligue qualificam-se para a Taça EHF. Se o vencedor (de uma) destas taças já se ter qualificado para a Liga dos Campeões, os lugares são atribuídos ao longo da tabela classificativa.

## História
O andebol foi introduzido a meio da primeira metado do século XX em França tornando-se extremamente popular em pouco tempo. Em 1952, a primeira edição do Campeonato Francês de Andebol , denominado "National 1" até 1985, foi disputado, tornando o Villemomble Sports campeão francês pela primeira vez. Em 1985, foi renomeado para "Divison 1".
Ao longo do século XX, o campeonato foi muito disputado entre as equipas inseridas no mais alto escalão do andebol francês, não tendo existido um domínio acentuado por parte de nenhum emblema. Porém, após voltar a ser renomeada (desta vez para o nome atual), o Montpellier assumiu-se como a maior potência da Ligue Nationale de Handball, tendo ganho 10 de 11 títulos disputados entre 2002 e 2012. Foi no início desta época que o clube se sagrou campeão europeu pela primeira vez, sendo ainda a única equipa francesa que alcançou o feito.
A ascensão do Paris Saint-Germain no andebol francês surgiu no final dessa época rivalizando com o domínio do clube mediterrâneo. Entre 2013 e 2018, o clube parisiense conquistou 5 dos 6 títulos disputados até então, roubando o domínio doméstico do andebol francês ao rival. Todavia, o Montpellier continua a ser uma das melhores equipa europeias, alcançando um segundo título europeu em 2018.

## Equipes da Temporada 2017/2018
Lista atualizada em 2018.
| Clube               | Arena                                            | Capacidade  |
| ------------------- | ------------------------------------------------ | ----------- |
| Cesson-Rennes       | Palais des Sports de la Valette                  | 1 400       |
| Chambéry            | Le Phare                                         | 6 500       |
| Dunkerque           | Salle Dewerdt                                    | 2 500       |
| Massy               | Centre omnisports Pierre-de-Coubertin            | 800         |
| Montpellier         | Palais des sports René-Bougnol Arena Montpellier | 3 000 9 000 |
| Nantes              | Palais des sports de Beaulieu                    | 5 500       |
| Pays d'Aix          | Complexe du Val de L'Arc                         | 1500        |
| Paris Saint-Germain | Stade Pierre-de-Coubertin                        | 4 016       |
| Saint-Raphaël       | Palais des Sports Intercommunal                  | 2 000       |
| Saran               | Halle du Bois Joly                               | 1 440       |
| Ivry                | Gymnase Auguste Delaune                          | 1 500       |
| Toulouse            | Palais des Sports André Brouat                   | 4 200       |
| Tremblay en France  | Palais des sports de Tremblay-en-France          | 1 200       |
| Nîmes               | Le Parnasse                                      | 3 391       |

## Campeões
| Época   | Campeão                   |
| ------- | ------------------------- |
| 1952–53 | Villemomble Sports        |
| 1953–54 | ASPP Paris Handball       |
| 1954–55 | ASPP Paris Handball (2)   |
| 1955–56 | Paris UC                  |
| 1956–57 | ASPOM Bordeaux            |
| 1957–58 | ASPOM Bordeaux (2)        |
| 1958–59 | Paris UC (2)              |
| 1959–60 | AS Mulhouse               |
| 1960–61 | Bataillon de Joinville    |
| 1961–62 | Paris UC (3)              |
| 1962–63 | US Ivry Handball          |
| 1963–64 | US Ivry Handball (2)      |
| 1964–65 | SMUC                      |
| 1965–66 | US Ivry Handball (3)      |
| 1966–67 | SMUC (2)                  |
| 1967–68 | Stella Saint-Maur         |
| 1968–69 | SMUC (3)                  |
| 1969–70 | US Ivry Handball (4)      |
| 1970–71 | US Ivry Handball (5)      |
| 1971–72 | Stella Saint-Maur (2)     |
| 1972–73 | Cercle Sportif Laïc Dijon |
| 1973–74 | Paris UC (4)              |
| 1974–75 | SMUC (4)                  |
| 1975–76 | Stella Saint-Maur (3)     |
| 1976–77 | RC Strasbourg             |
| 1977–78 | Stella Saint-Maur (4)     |
| 1978–79 | Stella Saint-Maur (5)     |
| 1979–80 | Stella Saint-Maur (6)     |
| 1980–81 | USM Gagny                 |
| 1981–82 | USM Gagny (2)             |
| 1982–83 | US Ivry Handball (6)      |
| 1983–84 | SMUC (5)                  |

| Época   | Campeão                   |
| ------- | ------------------------- |
| 1984–85 | USM Gagny (3)             |
| 1985–86 | USM Gagny (4)             |
| 1986–87 | USM Gagny (5)             |
| 1987–88 | USAM Nîmes                |
| 1988–89 | US Créteil                |
| 1989–90 | USAM Nîmes (2)            |
| 1990–91 | USAM Nîmes (3)            |
| 1991–92 | Vénissieux handball       |
| 1992–93 | USAM Nîmes (4)            |
| 1993–94 | OM Vitrolles              |
| 1994–95 | Montpellier Handball      |
| 1995–96 | OM Vitrolles (2)          |
| 1996–97 | US Ivry Handball (7)      |
| 1997–98 | Montpellier Handball (2)  |
| 1998–99 | Montpellier Handball (3)  |
| 1999–00 | Montpellier Handball (4)  |
| 2000–01 | Chambéry Savoie Handball  |
| 2001–02 | Montpellier Handball (5)  |
| 2002–03 | Montpellier Handball (6)  |
| 2003–04 | Montpellier Handball (7)  |
| 2004–05 | Montpellier Handball (8)  |
| 2005–06 | Montpellier Handball (9)  |
| 2006–07 | US Ivry Handball (8)      |
| 2007–08 | Montpellier Handball (10) |
| 2008–09 | Montpellier Handball (11) |
| 2009–10 | Montpellier Handball (12) |
| 2010–11 | Montpellier Handball (13) |
| 2011–12 | Montpellier Handball (14) |
| 2012–13 | Paris Saint-Germain       |
| 2013–14 | US Dunkerque              |
| 2014–15 | Paris Saint-Germain (2)   |
| 2015–16 | Paris Saint-Germain (3)   |

| Época   | Campeão                 |
| ------- | ----------------------- |
| 2016–17 | Paris Saint-Germain (4) |
| 2017–18 | Paris Saint-Germain (5) |

## Ligações Externas
- Site oficial da liga francesa de handebol
- Site oficial da federação francesa de handebol